# E017
|  | No s'ha de confondre amb E17. |

La ruta europea E017 és una carretera que forma part de la Xarxa de carreteres europees. Comença a Ielabouga (Rússia) i finalitza a Ufà (Rússia). Té una longitud de 300 km. Té una orientació de nord a sud.